# Diavoli Vicenza
I Diavoli Vicenza è una squadra di hockey in line di Vicenza, che milita nella massima categoria del campionato italiano maschile di hockey in-line fin dal 2004.
La squadra nasce nel 1997 direttamente da una società sportiva vicentina fondata nel 1949 da Giuseppa Zampieri, chiamata i Diavoli Biancorossi Vicenza , che riguardava discipline rotellistiche.
I Diavoli Biancorossi Vicenza furono la seconda società veneta ad essere affiliata alla Federazione Italiana Hockey e Pattinaggio, la prima in assoluto per la sezione del pattinaggio artistico su rotelle.

## Storia

### Gli inizi: i Diavoli Biancorossi Vicenza
La storia di questa consolidata realtà sportiva vicentina ha inizio nel lontano 1949 per merito di un gruppo di persone, guidato da Giuseppe Zampieri, unite dalla passione per lo sport ed in particolare per le discipline rotellistiche.
Dopo alcuni anni di attività preparatoria, questo manipolo di sportivi decise di fare le cose sul serio e di acquistare un'identità ufficiale. Nel maggio del 1952, infatti, fu eletto il primo consiglio direttivo con Zampieri in veste di Presidente e i vari Gianni Squizzero, Francesco Arduin, Gianni Bevilaqua, Mario Polo, Piero Sofia e Girolamo Breganze al suo fianco in questa avventura che, col passare degli anni, è invece diventata un punto fermo dello sport della provincia.
I Diavoli Biancorossi Vicenza furono la seconda società veneta ad essere affiliata alla Federazione Italiana Hockey e Pattinaggio, la prima in assoluto per la sezione del pattinaggio artistico su rotelle.
In questa disciplina il sodalizio berico ha raccolto prestigiosi traguardi e tante soddisfazioni:
- 38 titoli nazionali tra assoluti e di categoria;
- un centinaio di titoli regionali;
- 3 titoli europei;
- 2 argenti europei;
- 2 argenti ai Campionati del Mondo;
- 8 atleti chiamati ad indossare la maglia azzurra in competizioni internazionali;
- circa 2000 atleti iscritti alla società dal 1949 ad oggi.

Numeri che sono il miglior biglietto da visita per questa realtà che, qualche anno fa, ha festeggiato con una settimana di eventi sportivi, presso lo storico impianto di Viale Ferrarin, i suoi primi 50 anni di vita. Cinquant'anni di vita, sport, amicizia che sono stati possibili grazie alla passione, ai sacrifici e all'impegno profuso dai soci fondatori e da tutti quelli che hanno contribuito a scrivere le pagine della storia dei Diavoli Biancorossi.
Attualmente il sodalizio, diretto dalla famiglia Dori, è impegnato su due fronti: il pattinaggio artistico (circa 60 atleti) e l'emergente e spettacolare hockey in line (circa 70 atleti).

### I Diavoli Vicenza
L'hockey in line è l'ultimo arrivato nella casa dei Diavoli, ma si sta progressivamente ritagliando spazio e notorietà. Prima dell'avvento del fenomeno in line, il Pattinodromo di viale Ferrarin era stato teatro di centinaia di incontri della formazione berica nei campionati di serie B, serie C e prima divisione. Dalla stagione 1998-1999, invece, il sodalizio vicentino ha accolto sotto la propria egida un piccolo, ma affiatato, gruppo di appassionati, di varie età, dell'hockey su ghiaccio e di riflesso dell'hockey in line.
I Diavoli nella stagione 1998-1999, quasi per gioco, hanno preso parte alla Coppa Italia di serie B, raccogliendo risultati più che lusinghieri e, senza dubbio, non prevedibili per una compagine al suo battesimo del fuoco in una competizione. Nella prima fase, a livello interregionale, i ragazzi allenati da Maurizio Gianello hanno chiuso al secondo posto in classifica, guadagnandosi la qualificazione alla fase successiva terminata con onore alle spalle delle più quotate formazioni di A1.
Conclusa la prima avventura ufficiale, i biancorossi hanno onorato al meglio i festeggiamenti per il 50º anno del sodalizio, alzando al cielo il "1° Trofeo Città del Palladio" di hockey in line.
Passata l'estate il Vicenza ha ripreso l'attività in concomitanza con la partecipazione alla "Marathon Cup" di Padova.

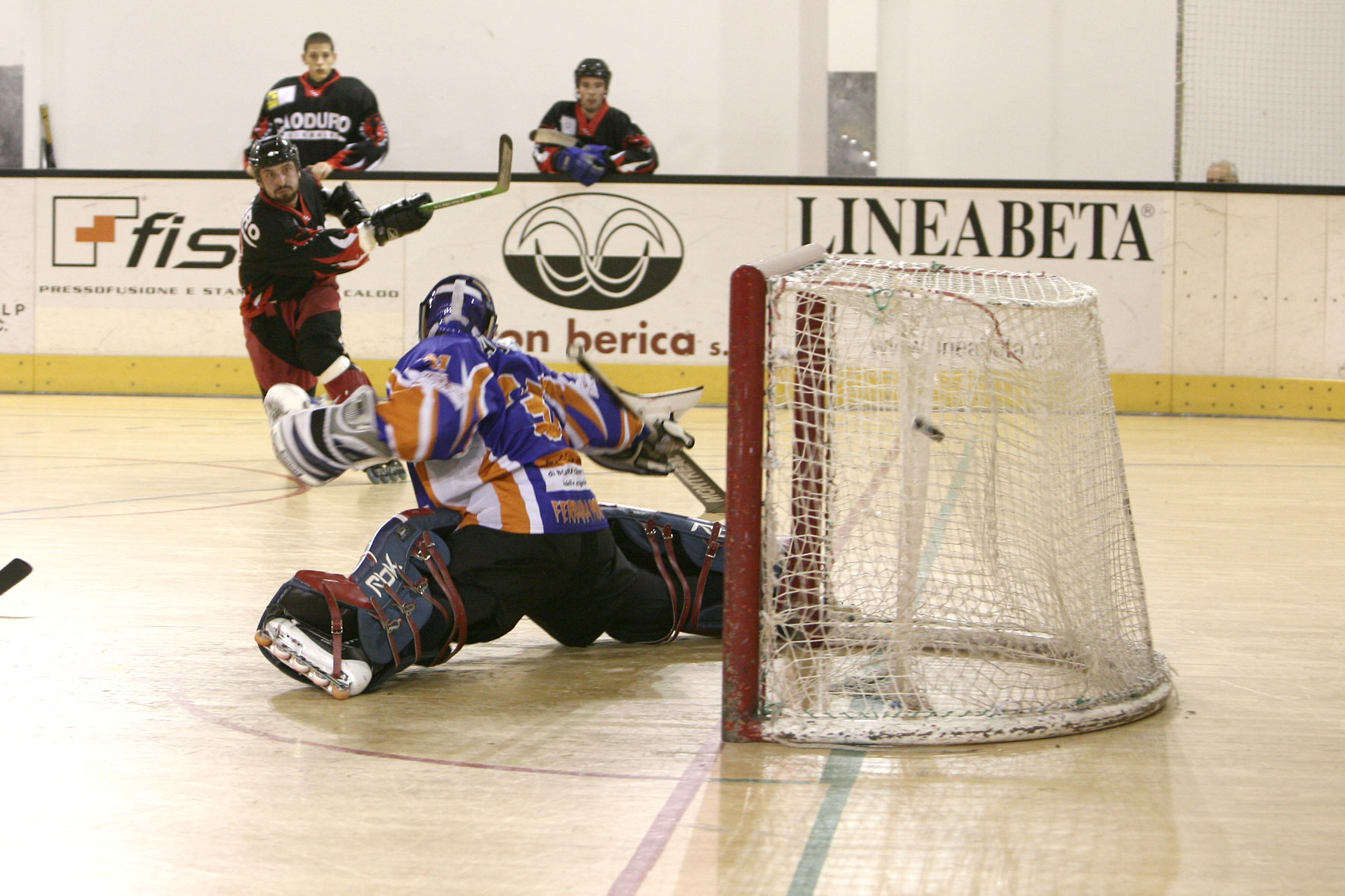
Azione di gioco

La stagione 1999-2000 per i Diavoli è proseguita poi con la prima positiva partecipazione alla Campionato Italiano di serie B, sfiorando di un soffio la qualificazione alla fase finale.
La stagione 2000-2001 è partita sotto i migliori auspici. Il sodalizio ha dovuto spostare a Sandrigo l'attività visto l'indisponibilità del Pattinodromo di Vicenza.
La squadra ha iniziato l'attività con nuovo spirito e nuova linfa. Molti i volti nuovi a cominciare dall'allenatore Martino Dell'Osbel, tecnico di grande qualità e dalle varie esperienze maturate sia nell'hockey su ghiaccio che nell'in line. Anche la dirigenza del sodalizio berico ha visto l'ingresso di volti nuovi, coordinati dal team leader Mario Bellinaso. Nel roster dei Diavoli venivano inseriti molti giovani di belle speranze, come il portiere Francesco Volpe, riconfermando il blocco di giocatori vicentini capitananti da Andrea Bellinaso. Vincendo tutte le partite della fase di qualificazione, i Diavoli sono riusciti poi ad imporsi nella fase finale svoltasi a Riccione e hanno conquistato così la promozione nella serie A2.
La stagione 2001-2002 ha visto la compagine vicentina al suo esordio nell'impegnativo campionato di A2. Riconfermato quasi totalmente il roster della stagione precedente con i vari Bellinaso, Scaggiari, De Lorenzi, Toniolo, Giacomello, per rinforzare la rosa sono arrivati i fratelli Tomas e Mauro Ferro, dai "cugini" Asiago Vipers, mentre Teofoli e Corbellari dal Boscochiesanuova venivano a dare esperienza e sicurezza al reparto arretrato.
Dopo un avvio difficile nella nuova categoria, la squadra berica ha avuto un ottimo girone di ritorno, classificandosi al 3º posto, sfiorando la qualificazione ai play-off, dietro squadre blasonate del calibro di Asiago Vipers e Fiamma Gorizia.
La stagione 2002-2003 ha visto i Diavoli "ritornare a casa" dopo due anni di lontananza, vista l'ottima ristrutturazione del Pattinodromo di viale Ferrarin. La Società punta ad un traguardo ambizioso: la promozione alla serie A1, con una squadra rinforzata. Il campionato di A2 è dominato dai Diavoli che chiudono la regular season al primo posto, con una sola sconfitta, e anche ai play-off le cose non cambiano, il 2 maggio arriva la tanto attesa promozione in A1.
Nel campionato 2004-2005 Caoduro Diavoli Vicenza è stata l'unica formazione maschile della città a partecipare al massimo campionato Nazionale della propria specialità.
La matricola biancorossa a sorpresa, è arrivata fino alle Semifinali Scudetto aggiudicandosi il terzo posto assoluto.

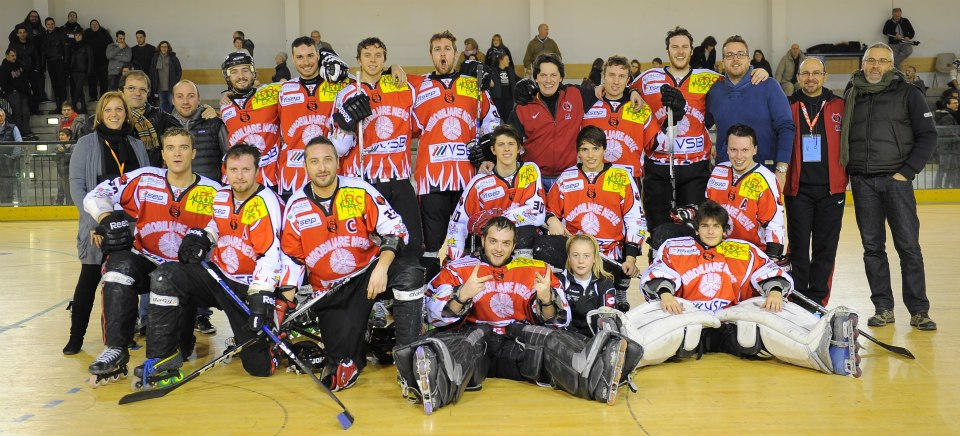
Diavoli Vicenza in-line hockey team

La stagione 2005-2006 è un'altra annata positiva nella massima serie per la società berica che si aggiudica l'accesso ai play off.
Molto bene anche il campionato 2006-2007, con l'accesso ai play off e la sconfitta in semifinale a gara 3 contro i campioni d'Italia Vipers Asiago. Viene mantenuta l'imbattibilità sulla pista di casa e i biancorossi sono gli unici a riuscire a battere l'Asiago.
Nella stagione successiva, 2007-2008, i Diavoli conquistano per la terza volta in quattro anni la semifinale scudetto, ma vengono battuti dall'Edera Trieste. Stagione in ogni caso positiva, con grandi successi, ma un po' rammarico per essere arrivati vicino ancora una volta ad un risultato storico.
Per la nuova stagione, 2008-2009, aria di cambiamenti in casa Diavoli Vicenza: nuovo allenatore, dopo tre anni con Alessandro Corso è arrivato Angelo Roffo, e nuovo presidente, dopo anni con Roberto Dori il testimone è passato a Stefano Costa.

### Le Devil Girls Vicenza
Le Devil Girls Vicenza sono la squadra femminile della società che milita nella massima serie del campionato nazionale italiano. la squadra nacque nel 2014 dalla necessità di dare la possibilità alle ragazze di poter giocare in una squadra senior. Capitanate da Piera Costa le Devil Girls fecero il loro debutto nella stagione 2014-2015. Nei primi cinque anni di vita la squadra ha continuato a giocare nel campionato femminile senza però ottenere risultati di riguardo ad eccezione del 4° posto in Coppa Italia nella stagione 2016-2017. 
All'inizio della stagione 2019-2020 arrivano a Vicenza Giovanna Speranza, Giulia Brisinello, Linda De Rocco, Silvia Toffano, Mia Campo Bagatin e Emma Cossalter. La stagione però viene sospesa a causa della pandemia.
La stagione 2020-2021 è la prima dove cominciano ad arrivare dei successi come il 3° posto in Coppa Italia ottenuto a Forlì contro i Castelli Romani. 
Nella stagione 2021-2022 arriva Florencia Abrati allenatrice e giocatrice che trascina la squadra alla prima finale scudetto della storia femminile della società. 
Anche nelle stagioni 2022-2023 e 2023-2024 le Devil Girls si affermano tra le due squadre più forti del campionato arrivando tutti e due gli anni in finale scudetto. 
Nella stagione 2024-2025 il capitano Giovanna Speranza intraprende un nuovo percorso con la squadra di Trieste. La formazione viene cambiata da quella dell'anno precedente dando più spazio a giovani atlete venete al loro debutto in massima serie. Nonostante i notevoli cambiamenti capitan Costa riesce a trascinare la squadra alla sua quinta semifinale scudetto consecutiva. 

## Stadio

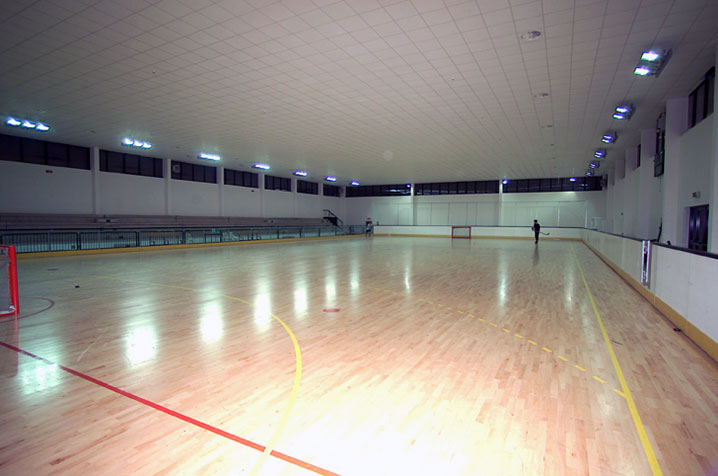
Pattinodromo Viale Ferrarin

Fin dall'inizio della società, nel 1997, i Diavoli Vicenza hanno disputato le partite al Pattinodromo Comunale di Viale A. Ferrarin, pista storica che vedeva allenarsi già precedentemente il settore del pattinaggio artistico dei Diavoli Biancorossi Vicenza. Il pattinodromo non prevedeva tribune a sedere per il pubblico.
Nel 2000, a causa della ristrutturazione dell'ormai datata struttura, i Diavoli si sono trasferiti nella vicina pista di Sandrigo, dove ha giocato l'ultimo campionato di Serie B,vinto nella stagione 2000-01, e il primo campionato di serie A2.
Dopo 2 anni di lavori, nella stagione 2002-03 i Diavoli hanno potuto far ritorno al "Comunale". Il nuovo impianto prevede una pista di 42x21 metri, con una superficie di parquet e una capienza di 250 posti. Si è dimostrato subito uno dei migliori impianti nel panorama italiano dell'hockey in-line, ospitando alcuni dei più importanti eventi tra cui: finali di Coppa Italia, una Supercoppa Italiana, un girone di qualificazione della Continental Cup.
Dalla promozione in serie A1, il pubblico ha iniziato a riempire gli spalti partita dopo partita.
Dopo il primo stralcio di lavori di sistemazione della scorsa estate, l’Amministrazione comunale ha portato avanti l’impegno di dotare il pattinodromo di un nuovo fondo, adeguato all’attività di hockey in line, con un materiale che già un anno fa doveva diventare obbligatorio per la partecipazione al campionato. La nuova pista, in stilmat di colore bianco è stata installata nel Novembre 2020 durante il periodo di sospensione della stagione hockeystica.

## Rosa 2022-2023
| #  | Ruolo      | Naz.                   | Nome e Cognome          |
| -- | ---------- | ---------------------- | ----------------------- |
| 1  | Portiere   | Italia (bandiera)      | Ermanno Laner           |
| 35 | Portiere   | Italia (bandiera)      | Filippo Olando          |
| 39 | Portiere   | Italia (bandiera)      | Michele Frigo           |
| 3  | Difensore  | Italia (bandiera)      | Gianluca Cantele        |
| 5  | Difensore  | Italia (bandiera)      | Lorenzo Campulla        |
| 13 | Difensore  | Stati Uniti (bandiera) | Corey Mitchel Hodge     |
| 14 | Difensore  | Stati Uniti (bandiera) | Nathan Sigmund          |
| 24 | Difensore  | Italia (bandiera)      | Francesco Campulla      |
| 26 | Difensore  | Italia (bandiera)      | Tobia Vendrame          |
| 4  | Attaccante | Italia (bandiera)      | Filippo Chiamenti       |
| 9  | Attaccante | Italia (bandiera)      | Andrea Delfino Capitano |
| 10 | Attaccante | Italia (bandiera)      | Claudio Tabanelli       |
| 13 | Attaccante | Italia (bandiera)      | Lorenzo Dell'uomo       |
| 16 | Attaccante | Italia (bandiera)      | Filippo Centofante      |
| 21 | Attaccante | Italia (bandiera)      | Carlo Trevisan          |
| 29 | Attaccante | Italia (bandiera)      | Riccardo Montolli       |
| 33 | Attaccante | Italia (bandiera)      | Fabrizio Pace           |
| 58 | Attaccante | Italia (bandiera)      | Nicola Frigo            |
| 95 | Attaccante | Italia (bandiera)      | Filippo Centofante      |
| 97 | Attaccante | Italia (bandiera)      | Davide Dal Sasso        |

### Staff tecnico
| Allenatore:  | Denis Sommadossi |
| Attrezzista: | Ferruccio Sponza |
| Meccanico:   | Ferruccio Sponza |
| Medico:      | Giovanni Corain  |

## Giocatori celebri

### I capitani
Di seguito l'elenco dei capitani dei Diavoli Vicenza con il periodo in cui hanno portato la fascia
- Andrea Bellinaso (1997–2006)
- Massimo Stevanoni (2007–2009)
- Luca Roffo (2010–2016)
- Fabrizio Maran (2016)
- Luca Roffo (2017–2021)
- Andrea Delfino (2022–2023)

## Allenatori e presidenti
Di seguito l'elenco di allenatori e dei presidenti della società
- 1997-2002 -  Martino Dell'Osbel
- 2002-2004 -  Marian Ianev
- 2004-2008 -  Alessandro Corso
- 2008-2010 -  Angelo Roffo
- 2010-2011 -  Andrea Bellinaso
- 2011-2012 -  Angelo Roffo
- 2012-2014 -  Andrea Bellinaso
- 2014-2016 -  Luca Roffo
- 2016-2017 -  Alessandro Corso
- 2017-2018 -  Michael Corradin
- 2018-2021 -  Angelo Roffo
- 2022-2023 -  Alessandro Corso
- 2023 -  Denis Sommadossi

- 1997-2008 -  Roberto Dori
- 2008-2012 -  Stefano Costa
- 2012 - 2023  Daniela Repele
- dal 2023  Maria Lorena Trevisan

## Società
- Presidente: Maria Lorena Trevisan
- Vicepresidente: Pietro Bettello
- Responsabile amministrativo: Claudio Roncaccioli
- Team Leader serie A: Andrea Delfino
- Responsabile serie C: Matteo Zarantonello
- Responsabile Ufficio stampa: Sabrina Nicoli
- Assistenti ufficio stampa:
  - Federica Sponza
- Fotografi ufficiali:
  - Serena Fantini
  - Vito De Romeo
- Riprese video:
  - Leonardo Cremonese
- Responsabili settore giovanile: 
  - Carlo Formaggio
  - Stefano De Lorenzi
  - Diego Peretti
  - Lucia Salmaso
  - Gianmarco Dell'Uomo